# Campeonato Mundial de Esquí Alpino de 2025
El XLVIII Campeonato Mundial de Esquí Alpino se celebró en la localidad alpina de Saalbach (Austria) entre el 4 y el 16 de febrero de 2025 bajo la organización de la Federación Internacional de Esquí (FIS) y la Federación Austríaca de Esquí.

## Calendario
| M | Masculino | F | Femenino | EQ | Mixto |

| Febrero de 2025      | 04 Mar | 05 Mié | 06 Jue | 07 Vie | 08 Sáb | 09 Dom | 10 Lun | 11 Mar | 12 Mié | 13 Jue | 14 Vie | 15 Sáb | 16 Dom |
| -------------------- | ------ | ------ | ------ | ------ | ------ | ------ | ------ | ------ | ------ | ------ | ------ | ------ | ------ |
| Descenso             |        |        |        |        | F      | M      |        |        |        |        |        |        |        |
| Eslalon              |        |        |        |        |        |        |        |        |        |        |        | F      | M      |
| Eslalon gigante      |        |        |        |        |        |        |        |        |        | F      | M      |        |        |
| Supergigante         |        |        | F      | M      |        |        |        |        |        |        |        |        |        |
| Combinada por equipo |        |        |        |        |        |        |        | F      | M      |        |        |        |        |
| Equipo mixto         | EQ     |        |        |        |        |        |        |        |        |        |        |        |        |

## Resultados

### Masculino
| Evento                  | Oro                                                 | Plata                                        | Bronce                                          |
| ----------------------- | --------------------------------------------------- | -------------------------------------------- | ----------------------------------------------- |
| Descenso (09.02)        | Franjo von Allmen · Suiza · 1:40,68                 | Vincent Kriechmayr · Austria · 1:40,92       | Alexis Monney · Suiza · 1:40,99                 |
| Eslalon (16.02)         | Loïc Meillard · Suiza · 1:54,02                     | Atle Lie McGrath · Noruega · 1:54,28         | Linus Straßer · Alemania · 1:54,54              |
| Eslalon gigante (14.02) | Raphael Haaser · Austria · 2:39,71                  | Thomas Tumler · Suiza · 2:39,94              | Loïc Meillard · Suiza · 2:40,22                 |
| Supergigante (07.02)    | Marco Odermatt · Suiza · 1:24,57                    | Raphael Haaser · Austria · 1:25,57           | Adrian Sejersted · Noruega · 1:25,72            |
| Combinada (12.02)       | Franjo von Allmen · Loïc Meillard · Suiza · 2:42,38 | Alexis Monney · Tanguy Nef · Suiza · 2:42,65 | Stefan Rogentin · Marc Rochat · Suiza · 2:42,81 |

### Femenino
| Evento                       | Oro                                                    | Plata                                               | Bronce                                                                  |
| ---------------------------- | ------------------------------------------------------ | --------------------------------------------------- | ----------------------------------------------------------------------- |
| Descenso (08.02)             | Breezy Johnson Estados Unidos 1:41,29                  | Mirjam Puchner · Austria · 1:41,44                  | Ester Ledecká · República Checa · 1:41,50                               |
| Eslalon (15.02)              | Camille Rast · Suiza · 1:58,00                         | Wendy Holdener · Suiza · 1:58,46                    | Katharina Liensberger · Austria · 1:59,32                               |
| Eslalon gigante (13.02)      | Federica Brignone · Italia · 2:22,71                   | Alice Robinson Nueva Zelanda 2:23,61                | Paula Moltzan Estados Unidos 2:25,33                                    |
| Supergigante (06.02)         | Stephanie Venier · Austria · 1:20,47                   | Federica Brignone · Italia · 1:20,57                | Lauren Macuga · Estados Unidos · Kajsa Vickhoff Lie · Noruega · 1:20,71 |
| Combinada por equipo (11.02) | Breezy Johnson Mikaela Shiffrin Estados Unidos 2:40,89 | Lara Gut-Behrami · Wendy Holdener · Suiza · 2:41,28 | Stephanie Venier · Katharina Truppe · Austria · 2:41,42                 |

### Mixto
| Evento         | Oro                                                                            | Plata                                                                    | Bronce |
| -------------- | ------------------------------------------------------------------------------ | ------------------------------------------------------------------------ | --- |
| Equipo (04.02) | Italia · Giorgia Collomb · Lara Della Mea · Filippo Della Vite · Alex Vinatzer | Suiza · Delphine Darbellay · Wendy Holdener · Luca Aerni · Thomas Tumler | Suecia · Estelle Alphand · Sara Hector · Fabian Ax Swartz · Kristoffer Jakobsen · Lisa Nyberg R · William Hansson R |

## Medallero
| Núm. | País            | Oro | Plata | Bronce | Total |
| ---- | --------------- | --- | ----- | ------ | ----- |
| 1    | Suiza           | 5   | 5     | 3      | 13    |
| 2    | Austria         | 2   | 3     | 2      | 7     |
| 3    | Italia          | 2   | 1     | 0      | 3     |
| 4    | Estados Unidos  | 2   | 0     | 2      | 4     |
| 5    | Noruega         | 0   | 1     | 2      | 3     |
| 6    | Nueva Zelanda   | 0   | 1     | 0      | 1     |
| 7    | Alemania        | 0   | 0     | 1      | 1     |
| 7    | República Checa | 0   | 0     | 1      | 1     |
| 7    | Suecia          | 0   | 0     | 1      | 1     |
|      | TOTAL           | 11  | 11    | 12     | 34    |